# Widder (Usterling)

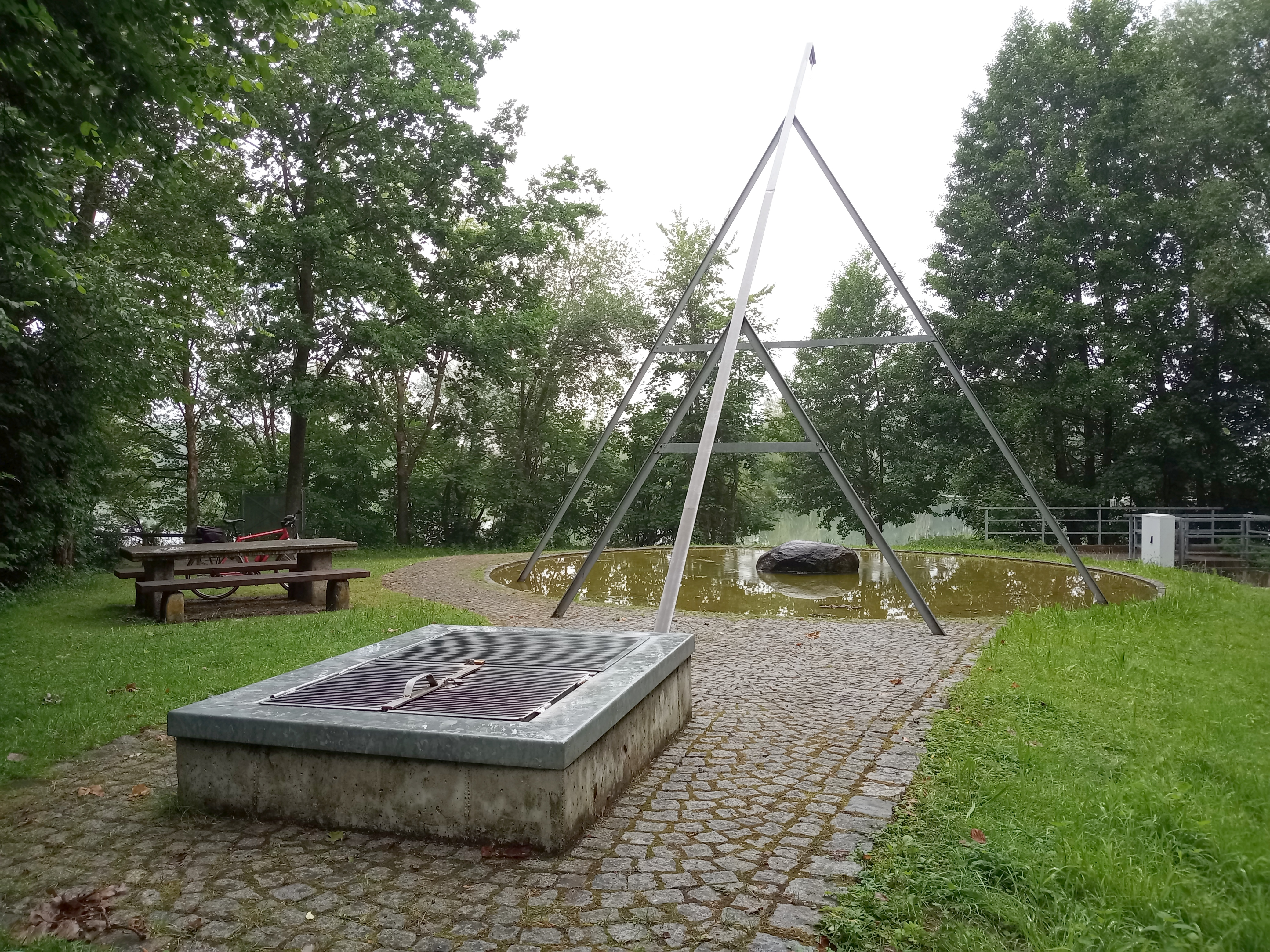
Der Widder von Usterling (vorne unter der Abdeckung)

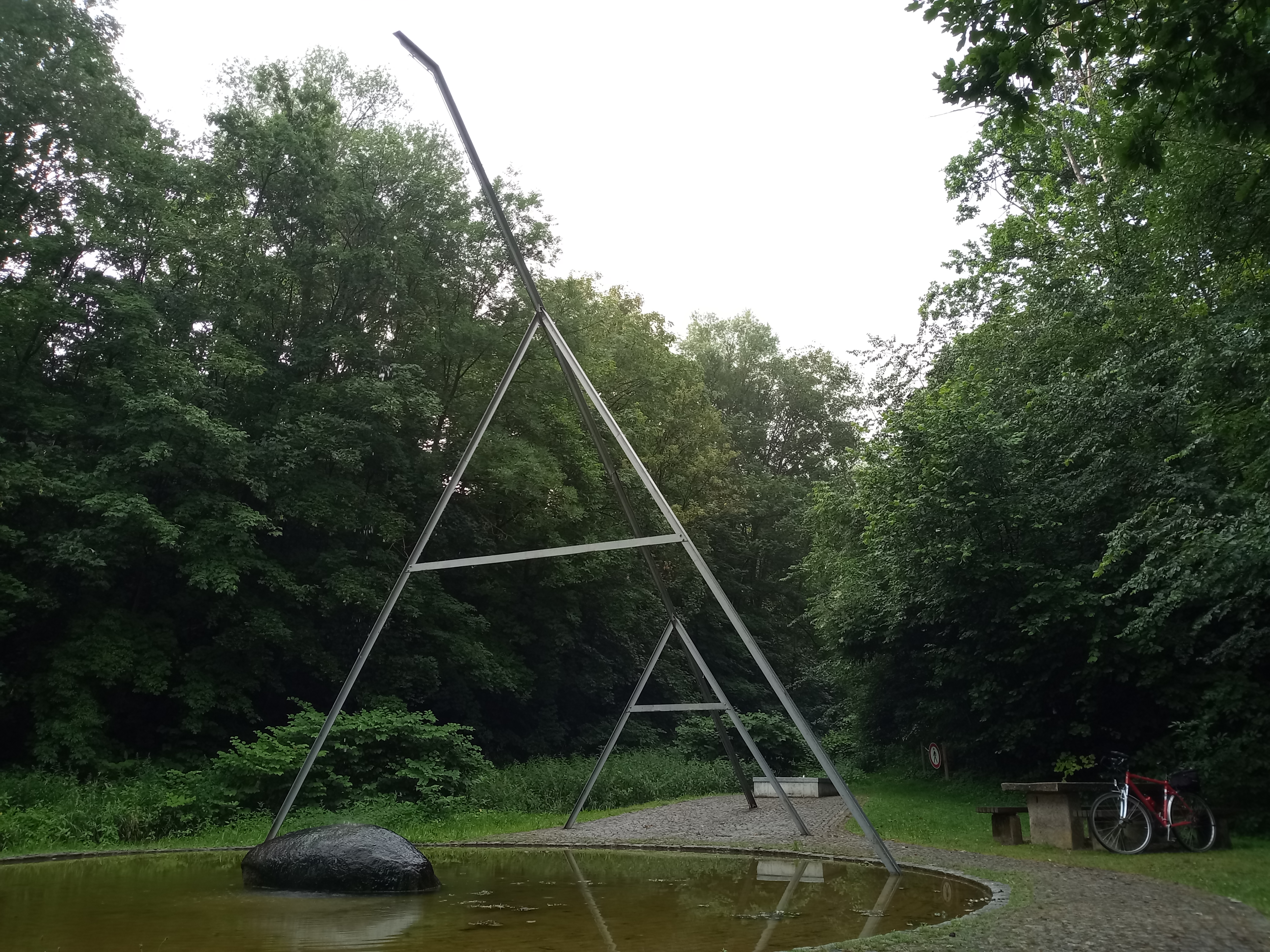
Der Widder bei Usterling pumpt das Wasser 11 m hoch

Der Widder bei Usterling ist ein modernes Demonstrationsobjekt eines hydraulischen Widders. Er steht unterhalb der Gemeinde Usterling im niederbayerischen Landkreis Dingolfing-Landau am rechten Isarufer und am Isarradweg. Über eine Metallkonstruktion pumpt der Widder das Wasser 11 m hoch.
Ein hydraulischer Widder ist eine Pumpe, die die Fließenergie eines Wasserlaufs nutzt, um einen Teil des Wassers auf ein höheres Niveau zu pumpen. Dabei wird ein Staudruck-Effekt genutzt. Hydraulische Widder wurden bereits im 18. Jahrhundert erfunden und sind damit viel älter als elektrische Pumpen.
Usterling ist auch bekannt für das Geotop „Wachsender Felsen von Usterling“.